# Zeiss-Planetarium Jena

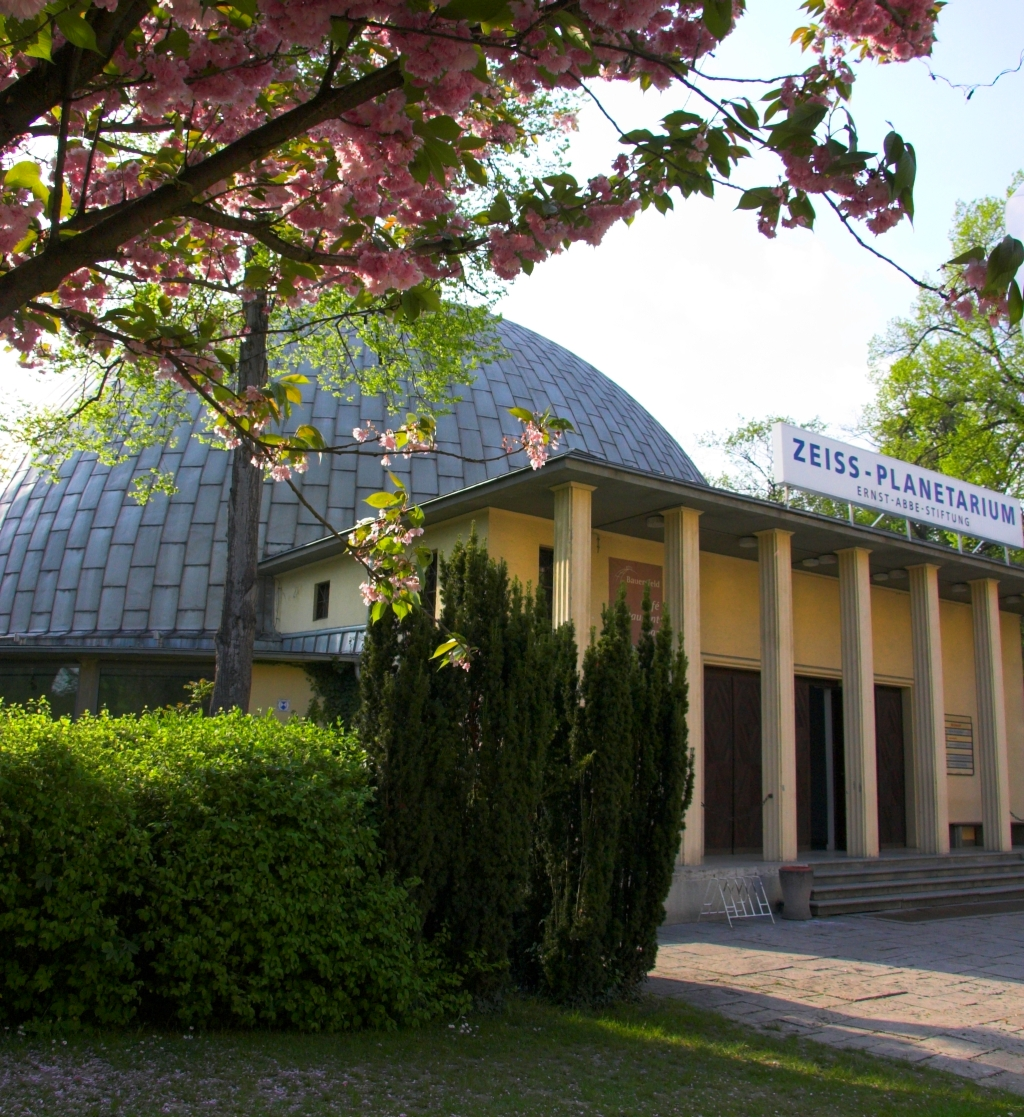
Zeiss-Planetarium Jena

Zeiss-Planetarium i Jena, Tyskland är världens äldsta planetarium som fortfarande är i drift. Det öppnades 18 juli 1926.